# Rohrdorf AG
| AG ist das Kürzel für den Kanton Aargau in der Schweiz. Es wird verwendet, um Verwechslungen mit anderen Einträgen des Namens Rohrdorf zu vermeiden. |

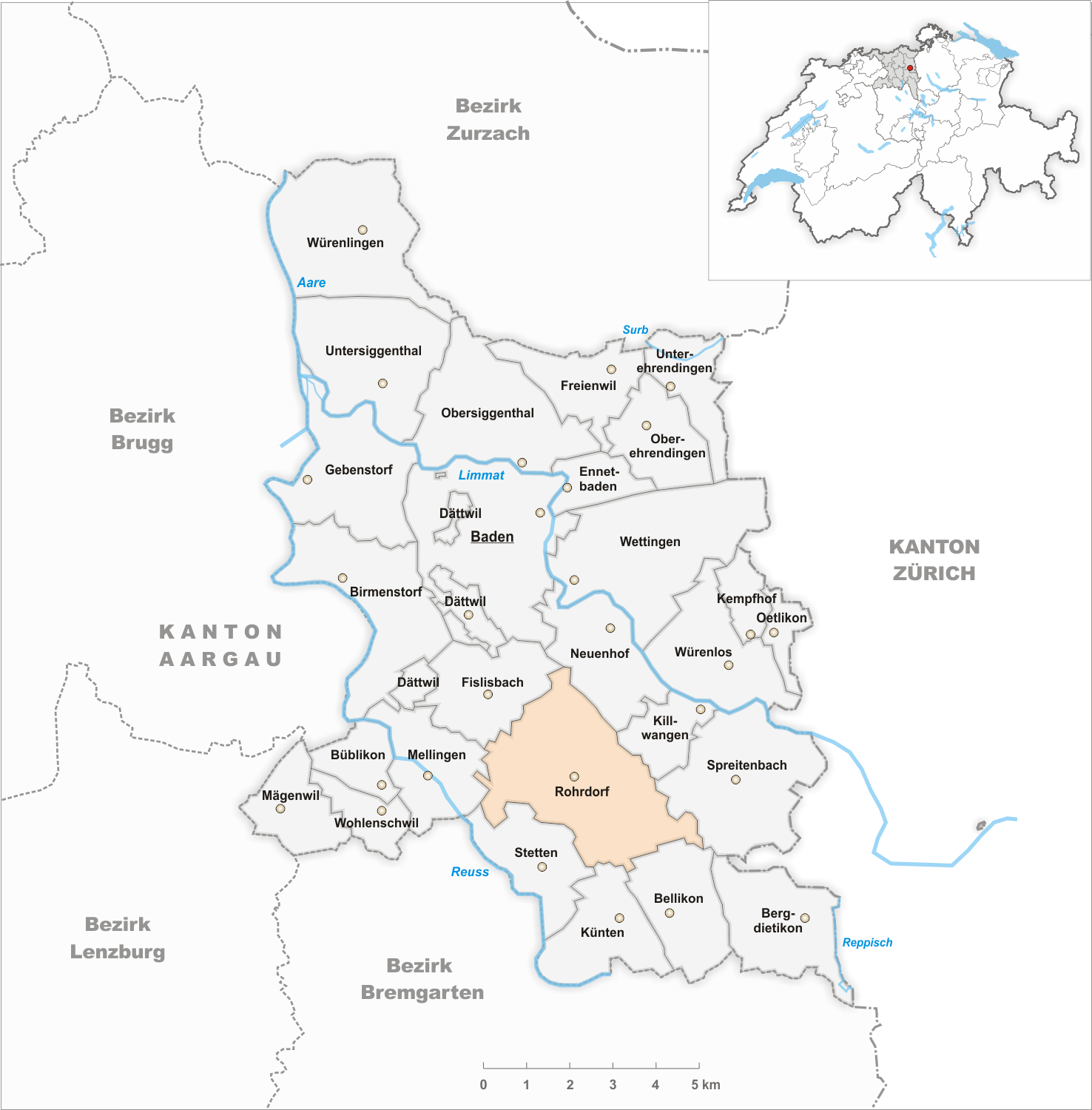
Gemeindestand vor der Fusion am 1. Januar 1854

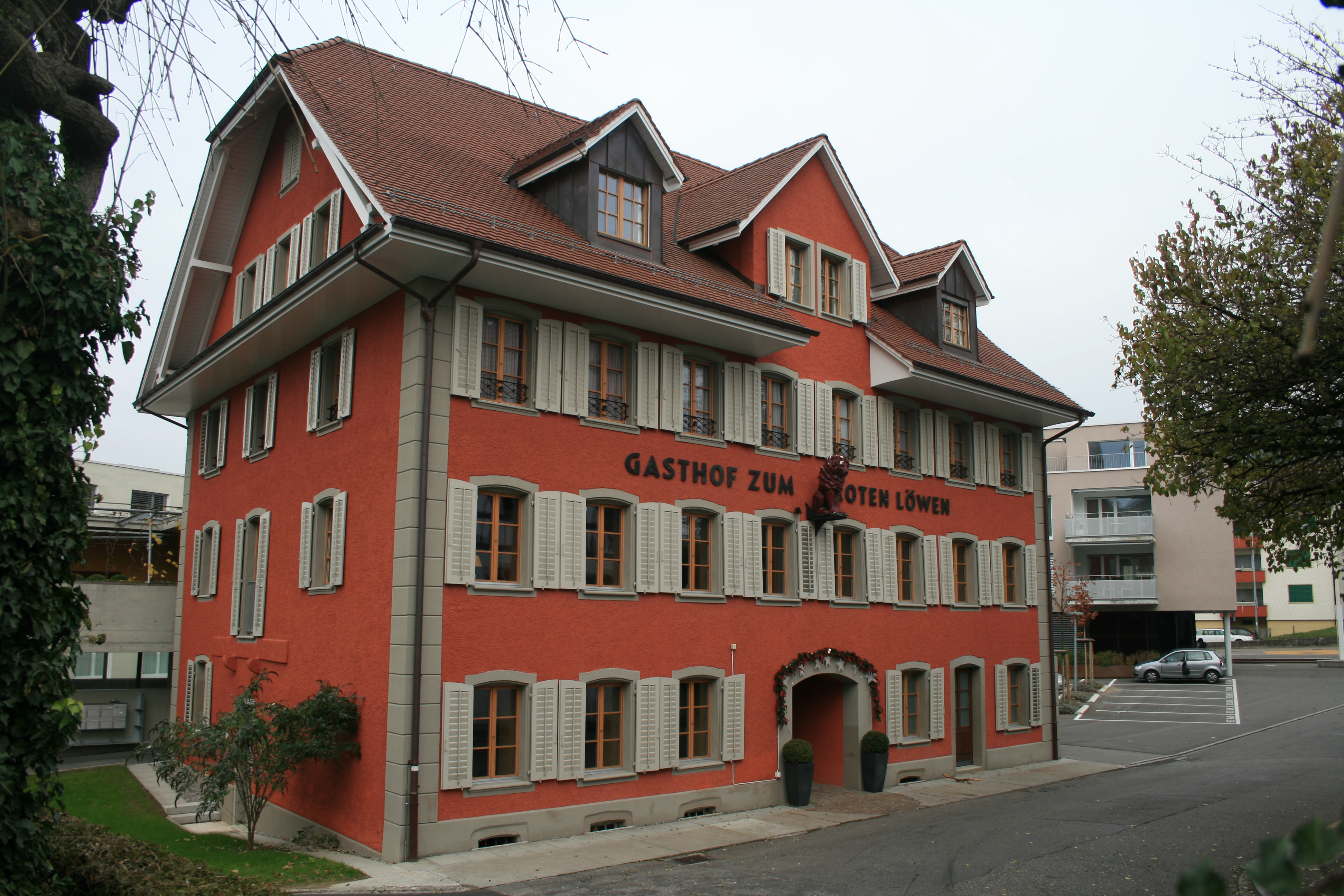
Gasthof «zum Roten Löwen» in Oberrohrdorf

Rohrdorf ist eine ehemalige politische Gemeinde im Kanton Aargau in der Schweiz. Sie bestand von 1805 bis 1854 und war ein vorübergehender Zusammenschluss der Ortschaften Busslingen, Niederrohrdorf, Oberrohrdorf, Remetschwil und Staretschwil.

## Geschichte
Das wesentlich grössere Amt Rohrdorf (nahezu deckungsgleich mit der Pfarrei Rohrdorf) war zunächst eine habsburgische Verwaltungseinheit und gehörte ab 1415 zur Grafschaft Baden, einer gemeinen Herrschaft der Eidgenossen. Nach der Gründung der Helvetischen Republik im Jahr 1798 entstanden im kurzlebigen Kanton Baden die drei Gemeinden Niederrohrdorf (mit Staretschwil), Oberrohrdorf (mit Busslingen) und Remetschwil. Diese Situation blieb 1803 nach der Gründung des Kantons Aargau zunächst unverändert.
Ein Jahr später waren die Höfe Holzrüti, Sennhof und Vogelrüti noch keiner Gemeinde zugeordnet, weshalb sich die dortigen Bewohner in das Ortsbürgerrecht einer Gemeinde einkaufen mussten. Auf Anraten von Bezirksamtmann Johann Ludwig Baldinger und Friedensrichter Johann Vogler schloss sich Vogelrüti Niederrohrdorf an, der Sennhof Remetschwil. Die Bewohner von Holzrüti baten am 29. Dezember 1804 darum, eine eigene politische Gemeinde gründen zu dürfen. Die Kantonsregierung lehnte das Begehren ab, woraufhin Niederrohrdorf den Holzrütern das Ortsbürgerrecht zu günstigen Konditionen anbot. Drei Tage vorher schrieb Baldinger der Regierung, er besitze ein Schreiben, wonach die Dörfer Busslingen, Niederrohrdorf, Oberrohrdorf, Staretschwil und Remetschwil sich mitsamt den Höfen zu einer Grossgemeinde Rohrdorf zusammenschliessen möchten. Die entsprechende Urkunde lag am 5. Januar 1805 der Regierung vor, woraufhin diese die Vereinigung zwei Tage später ratifizierte. Die genauen Umstände des Zusammenschlusses sind unklar, da die Quellen den Ablauf nicht detailliert wiedergeben. Vermutlich hatten Baldinger und Vogler einige Entscheide selbstherrlich gefällt und sich über das demokratische Mitbestimmungsrecht hinweggesetzt.
Die fünf Teile der Gemeinde entsandten je einen Vertreter in den Gemeinderat, dessen Sitzungen im Gasthof «zum Roten Löwen» in Oberrohrdorf stattfanden. Eine Gemeindeversammlung oder zentrale Verwaltung für die Gesamtgemeinde gab es nicht, hingegen Ortsgemeindeversammlungen der fünf Dörfer, die weiterhin einen hohen Grad an Autonomie besassen. Die Zusammenarbeit funktionierte in organisatorischen und finanziellen Belangen nicht reibungslos. Die Bewohner der Gemeinde beklagten sich wiederholt, ihre Anliegen fänden bei Gemeinderäten aus den anderen Dörfern zu wenig Unterstützung. 
Wiederholt gab es Bemühungen der Dorfgemeinschaften, die Gemeinde Rohrdorf wieder zu trennen. Entsprechende Gesuche lehnte die Kantonsregierung in den Jahren 1813, 1816, 1832, 1842 und 1850 ab. Treibende Kraft bei allen Gesuchen war Remetschwil, während Staretschwil und Busslingen diese meist nicht unterstützten. 1853 unterstützten alle Dörfer ausser Staretschwil ein weiteres Trennungsgesuch, worin der Zusammenschluss als undemokratischer Akt des damaligen Bezirksamtmanns bezeichnet wurde. Der Grosse Rat reichte das Gesuch an die Regierung weiter, der es erneut zurückwies. Unzufrieden mit dieser Entscheidung, setzte die Legislative eine Kommission ein. Diese empfahl im März 1854 die Trennung Rohrdorfs in zwei oder drei Gemeinden. Nachdem der Grosse Rat dieser Empfehlung zugestimmt hatte, blieb der Regierung keine andere Wahl, als der Trennung zuzustimmen. Am 22. Mai 1854 trat das Trennungsdekret in Kraft, und es entstanden drei neue Gemeinden: Niederrohrdorf, Oberrohrdorf (mit Staretschwil) und Remetschwil (mit Busslingen).